# Jean François Edme Le Paige de Bar
Jean François Edme Le Paige de Bar, né le 28 juillet 1763 à Concarneau, mort le 23 novembre 1813 à Houat, était un officier chouan pendant la Révolution française.

## Biographie
Jean François Edme Le Paige de Bar, dit De Bar, dit  D'Orsenne, dit Gaspard, dit le Prussien, dit Renaud, dit Monte-au-ciel doit ses multiples surnoms à la clandestinité.

### Son père Edme Le Paige
Né à Chalon-sur-Saône, Edme Le Paige, son père était le fils d'un conseiller du Roi, contrôleur des fortifications de Bourgogne et de Bresse ; il acquiert la charge de greffier à Concarneau le 10 janvier 1763 et la conserve jusqu'en 1769 en dépit d'un procès pour malversations qui lui est intenté en 1766. Il se livre aussi au commerce des sardines. Le 3 avril 1789, il préside l'assemblée électorale de Lanriec qui doit désigner ses représentants pour l'élection des députés du tiers état aux États généraux. Lors de l'assemblée « des jeunes citoyens, corps et corporations de la ville de Concarneau » du 4 août 1789, son propre père est élu aide-major de la première compagnie et lui-même devient capitaine de la troisième compagnie le 27 septembre 1789. Emprisonné en 1801 à Saint-Brieuc pour malversations financières, il décède le 25 mai 1801 (5 prairial an IX) avant d'avoir subi son jugement.
Le 12 janvier 1763, Edme Le Paige avait épousé à Rosporden Louise Hélène Musseau, fille d'un procureur de Concarneau et un enfant naquit le 28 juillet 1763, Jean François Edme, le futur chef des Chouans du Finistère.

### Sa jeunesse
Jean François Edme Le Paige de Bar fit ses études au petit séminaire de Plouguernével, puis au collège de Quimper et fit son droit à Rennes, devenant ensuite avocat au Parlement de Bretagne, mais ses débuts ne furent guère brillants et il accumula les déboires, y compris dans le commerce des sardines qu'il tenta lui aussi. En 1790 il est endetté, sans ressources ni moyens d'existence.
Le 28 septembre 1792, il émigre en embarquant à Névez avec plusieurs autres personnes et on le retrouve en Espagne en février 1793, s'enrôle dans la légion de Saint-Simon et est blessé devant Saint-Jean-Pied-de-Port. il revient à Concarneau dans le courant de l'année 1794 et se rend dans les Côtes-du-Nord où il commence à recruter une troupe de chouans, dénommée la 9e légion, dite du Finistère, mais qui va exercer son activité principalement aux confins des trois départements des Côtes-du-Nord, du Finistère et du Morbihan et dont il reçoit le commandement, collaborant avec d'autres chefs chouans du Finistère comme Michel Armand de Cornouaille, Jonathas Jean Coroller de Kervescontou, Marie Hyacinthe de Geslin, Élie Lubin Marie Frollo, etc.

### La bande de chouans de «De Bar»
Cette bande de chouans commence en 1795 à commettre des vols et surtout de nombreux assassinats, comme ceux de Jean-Michel Gourlaouen ; greffier de justice de paix à Querrien, le 5 octobre 1795 (13 vendémiaire an IV); de Cavelat, curé constitutionnel et Guillaume Bernard, juge de paix à Kernével dans la nuit du 17 au 18 octobre 1795 (25 au 26 vendémiaire an IV), etc. Fin 1795 et début 1796, cette bande de chouans exerce principalement son activité dans le Finistère, racolant de force si besoin mécontents et déserteurs, vagabonds et prisonniers de droit commun évadés (y compris du bagne de Brest), volant les paysans qui « se laissent piller sans nommer leurs voleurs dans la crainte d'être assassinés » et commettant de nombreux meurtres (par exemple, celui de François Canaff, vicaire de Saint-Yvi, le 2 mai 1796, celui de Jean-Julien-Marie Robert, notaire à Trégunc le 6 mai 1796, de Jacques Lavalot, vicaire de Saint-Evarzec le 9 mai 1796, etc. De Bar est momentanément arrêté le 26 messidor an IV (1er juillet 1796) par le commissaire de Concarneau, mais relâché dès le lendemain par le commandant de la place de cette ville.
Après un moment de calme relatif fin 1795-début 1796, la bande reprend du service en juin 1797, assassinant par exemple le 21 novembre 1797 un certain Le Clech à Langonnet car cet ancien chouan refuse de reprendre les armes. Dans la nuit du 26 au 27 avril 1798 (7 au 8 floréal an VI), une bande de 20 à 25 chouans attaque et brûle la maison du percepteur de Motreff et le 3 mai 1797 une bande de 15 à 18 hommes attaquent pour le voler Gilles, un citoyen de Scaër, etc. Le 23 avril 1797, De Bar reçoit des Anglais 1 800 fusils au Petit-Moros dans la baie de La Forêt près de Concarneau. Fin mai, il attaque à Langoëlan Du Chélas, surnommé La Couronne, ancien chef chouan, car ce dernier refuse de reprendre les armes, échouant toutefois à le tuer, et sévit à Lignol en juin 1797 ; fin juillet, De Bar est à Spézet, puis à Gourin. Le 20 août 1797, à la tête de douze hommes, il attaque et pend dos-à-dos Poulizac, commissaire du canton de Saint-Hernin et Quéméner, curé constitutionnel de Motreff. Il rançonne également les acquéreurs de biens nationaux.
L'armée échoue à arrêter cette bande de chouans, souvent cachée dans des forêts comme celles de Conveau, de Duault ou de Beffou pendant longtemps en dépit des détachements envoyés de Carhaix, de Rostrenen, de Gourin et du Faouët.
En novembre 1798, De Bar reçoit de Cadoudal le grade de colonel, signé par le comte d'Artois le 9 mai 1798. À cette date, De Bar commande la 7e division chouanne qui recouvre 4 cantons des Côtes-du-Nord et 4 du Finistère et du Morbihan. Au printemps 1799, il semble s'être rendu clandestinement à Brest, envisageant une action contre le port de guerre. Les assassinats continuent, par exemple dans la nuit du 11 au 12 janvier 1799 (22 au 23 nivôse an VII), sept ou huit chouans assassinent Antoine Le Gallo à Querrien. Plusieurs des lieutenants de De Bar, dont Jean-Louis Tanguy, dit Ulysse et Roland Madiou, dit Sans-Quartier, tous deux originaires de Plouégat-Moysan et Poëns-Kerily, dit Philippe, sont arrêtés à Bolazec en janvier 1799, dénoncés par François Marie Buhot de Kersers, ancien prêtre défroqué de Guerlesquin, dont la tête est mise à prix par De Bar. En mars 1799, sept habitants de Guilligomarc'h sont arrêtés « prévenus de chouannage » et le même mois, six militaires de la garnison de Landeleau sont attaqués en revenant de Spézet et l'un d'eux est tué.
Le 10 janvier 1799 (21 nivôse an VII), une bande de chouans pénètre dans l'abbaye Saint-Maurice de Carnoët et maltraitent un ancien religieux cistercien caché dans les bois, Julien Launay, ainsi qu'un domestique de l'abbaye. En avril 1799, ils attaquent la diligence de Quimper à Lorient près de la chapelle de la Véronique en Bannalec et recommencent le 3 juillet 1799, tuant cinq des sept militaires de l'escorte. En août 1799, De Bar est nommé commandant de la huitième légion du Morbihan, dite de Gourin mais continue aussi ses activités dans les Côtes-du-Nord et le Finistère, maltraitant par exemple trois gendarmes à la recherche d'un déserteur le 5 octobre 1799 à Saint-Goazec et une bande d'une soixantaine de chouans sévit à Guengat le 30 octobre 1799. Des membres de la même bande probablement tuent le juge de paix de Scrignac le 18 novembre 1799 et celui de Briec, Pierre Briand, le 29 novembre 1799, commettant également plusieurs meurtres à Loguivy-Plougras, pillent le bourg de Scaër (où ils coupent l'arbre de la Liberté) le 10 décembre 1799 ainsi que Gourin.
Le 30 août 1799, Louis Fercoq, agent municipal de Lohuec poursuit avec ses soixante hommes en armes, 200 chouans commandés par Jean François Edme Le Paige de Bar. Vers midi, à Plourac'h, ceux-ci mangent dans une auberge. Ils ont enfermé le curé constitutionnel Conan dans la sacristie après lui avoir promis de l'exécuter quand ils auraient fini leur déjeuner. Fercoq sonne le tocsin. Les chouans se réfugient dans les rochers du Roc'h Hellou tout proches. Ils tirent longtemps sur les bleus qui finissent pas les déloger à la baïonnette. Les chouans emportent leurs blessés mais laissent sur le terrain 9 ou 17 morts selon les auteurs. Un grand nombre de chouans sont blessés, dont Guillaume Jean Joseph de Keranflech, dit Jupiter, qui sera opéré par le chirurgien Paradis de Rostrenen. 
En représailles, Louis Fercoq sera capturé et fusillé le 18 novembre par Poëns de Kerilly.
À cette époque, De Bar a son quartier général au château de Kerlouet en Plévin et réquisitionne lits et ustensiles de cuisine dans les bourgs voisins, par exemple à Motreff et Paule. Il recrute de force des paysans à Trébrivan, Mezle-Carhaix, Kergrist-Moëlou, Locarn, Duault, etc. et applique l'ordre de Cadoudal du 13 novembre 1799 interdisant aux hommes de moins de quarante ans de contracter mariage en interdisant aux prêtres de célébrer les dits mariages.
Mais l'aversion envers le brigandage pratiqué par les Chouans et la réouverture des églises fait cesser le soutien apporté jusque-là à De Bar et sa bande par une partie de la population et du clergé, si bien que le 18 juillet 1800 De bar livre son matériel de guerre, renvoie « en haillons, après les avoir dépouillés de leurs habits et de leurs équipements les jeunes gens qui ont refusé de le suivre »; mais De Bar ne se rend pas, on le signale en mai 1800 du côté de l'abbaye de Bon-Repos, puis à Guémené et, en compagnie de Frollo, l'un de ses lieutenants, il cherche à recruter de nouvelles troupes dans les environs de Quimper et vole des armes. L'assassinat de l'évêque de Quimper, Yves-Marie Audrein, dans la nuit du 19 novembre 1800 (28 brumaire an IX) lui est probablement imputable, leurs meurtriers agissant suivant ses instructions.
Le 9 mars 1801, le nouveau préfet du Finistère, Francisque Joseph Rudler, est attaqué près de Bolazec par une bande de chouans. En avril 1801, la plupart des chefs chouans émigrent en Angleterre, y rejoignant le comte d'Artois, mais pas De Bar.
Le 9 mai 1802, après avoir fait relâche au village de Kéréon en Guimiliau, sept chouans prennent en otage Alain Pouliquen, propriétaire et fabricant de toiles au village de Mescoat en Ploudiry, le conduisent au village de Lestrézec en Berrien où il est menacé de mort, puis à Scrignac où De Bar bénéficie de complicités, et le font chanter jusqu'à ce qu'il écrive dans les jours qui suivent plusieurs lettres à ses enfants exigeant une rançon de 30 000 francs, à déposer tantôt à l'auberge du Squiriou, tantôt dans une auberge de Carnoët où elle est finalement remise à De Bar, l'otage étant enfin libéré le 30 mai 1802.

## Sa vie d'émigré et de proscrit
Avec la rançon obtenue de Pouliquen, De Bar finit à son tour par émigrer, débarquant à Guernesey le 11 juin 1802, puis rejoint d'autres chouans émigrés dans le camp de Rumsey en Angleterre. Mis au courant par Cadoudal de ses projets d'assassinat à l'encontre de Bonaparte, De Bar revient clandestinement en France, débarquant à Bréhec (plage de la commune de Plouha) dans la nuit du 20 au 21 octobre 1802 afin de préparer un soulèvement contre le Premier Consul, mais recherché par la police et les agents secrets. On retrouve sa trace à Carnoët, à Gourin, à Roudouallec, à Plévin, à Paule, à Duault, à Scrignac, etc. en décembre 1803 ou janvier 1804, puis il repart en Angleterre, revenant en Bretagne en avril. Une battue générale est organisée le 15 avril 1804 dans la région du Faouët-Gourin-Rostren-Callac afin de le retrouver, en vain. Des gendarmes déguisés en déserteurs ou en paysans échouent également. Il aurait séjourné clandestinement chez le maire de Scrignac, Thépault, le 9 mai 1804. Insaisissable, on le signale, déguisé en paysan, successivement à Tréogan, Paule, Mellionnec, Ploërdut dans le courant de ce même mois, souvent en compagnie de Penanster ; en août 1804, il est signalé à nouveau à Lestrézec en Berrien, puis à Livouien en Scrignac.
L'échec du complot, puis la mort, de Cadoudal convainquent De Bar de tenter de retourner en Angleterre. Avec d'autres chouans, il embarque dans la nuit du 19 au 20 novembre 1804 dans la rivière d'Auray dans une chaloupe qui les mène à l'île d'Houat et tentent ensuite de gagner l'Angleterre par leurs propres moyens. Le mauvais temps les fait débarquer dans la baie de la Forêt près de Concarneau. Un de ses complices, Guillemot, est arrêté (il sera plus tard exécuté)  mais de Bar et ses autres compagnons réussissent à s'échapper. On signale à nouveau De Bar à Scrignac. En mars 1804, il propose sa soumission au sous-préfet de Napoléonville, mais ses conditions ne sont pas acceptées. Il réussit alors, difficilement, à se réfugier à nouveau en Angleterre en septembre 1805 ; en octobre 1806 il s'établit à Guernesey et parfois à Jersey. Des notes de police signalent sa venue périodiquement en Bretagne entre 1806 et 1809, mais cela reste incertain. En 1810-1811 il est à Londres où il vit dans la misère et en 1812 à nouveau à Guernesey, continuant à tenter de fomenter des actions contre l'"usurpateur" et suggérant des actions aux anglais contre Napoléon Ier.

## Sa mort
Les circonstances de son décès, le 23 novembre 1812, sont connues par un acte du tribunal de Quimper destiné à le déclarer décédé afin de régler sa succession : « (...) le sieur Jean-François-Edme Dorcène Lepaige de Barre, émigré français résidant en Angleterre, fut envoyé en mission en France par nos princes ; il débarqua à l'île d'Houat près Quiberon. On fut bientôt instruit de son débarquement et on dépêcha de Lorient le lougre l'Alerte, sous le commandement du sieur Allanioux, pour s'emparer de sa personne. Le sieur Le Paige refusa de se rendre, fit usage de ses armes et succomba percé de plusieurs balles. ».